# Lajedão
Lajedão is een gemeente in de Braziliaanse deelstaat Bahia. De gemeente telt 3.599 inwoners (schatting 2009).

## Galerij

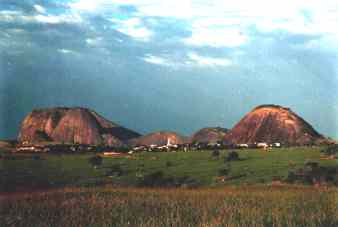
Rotsformaties in de gemeente Lajedão